# Rumcherod
Rumcherod (en ruso: en Румчерод) fue un órgano de gobierno de tipo soviético que se formó en el suroeste del Imperio ruso y operó entre mayo de 1917 y mayo de 1918. No gozó de reconocimiento internacional. Su nombre es un acrónimo en ruso de Comité Ejecutivo Central de los Consejos del Frente Rumano, la Flota del Mar Negro y el óblast de Odesa.
Durante el periodo de tiempo en que existió el Rumcherod el distrito militar ruso de Odesa comprendía, antes de ser invadido por los soviéticos, la gubernias (provincias) siguientes: Jersón, Besarabia, Táurida, y partes de la de Podolia y Volinia.

## Historia

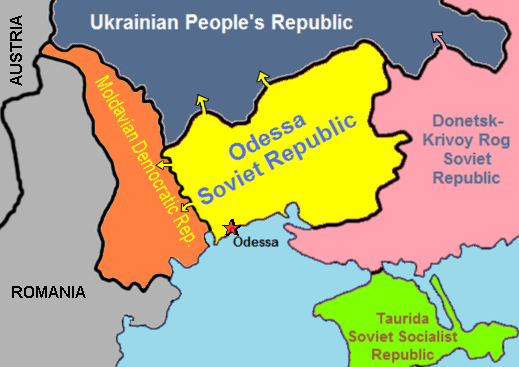
Mapa de la República Soviética de Odesa.

El Rumcherod fue creado en el I Congreso de Consejos del Frente y del Distrito de Odesa que se celebró del 23 de mayo al 9 de junio de 1917. La mayoría de delegados del congreso eran mencheviques y socialrevolucionarios, que apoyaban al gobierno provisional y la continuación de la guerra hasta el final. Su postura se oponía a la de los bolcheviques y se opusieron asimismo a la Revolución de Octubre. Por ello el nuevo comandante en jefe bolchevique Nikolái Krylenko y el Comité Militar Revolucionario de la Stavka ordenaron su disolución, alegando que no refleja la voluntad y el estado de ánimo de las masas bolchevizadas.
A las fuerzas revolucionarias locales se le ofreció la creación de un nuevo comité favorable al nuevo gobierno soviético. El nuevo Rumcherod se formó con 180 miembros elegidos en el II Congreso de Consejos del Frente y del Distrito de Odesa (23 de diciembre de 1917 al 5 de enero de 1918). La composición del segundo comité fue: 70 bolcheviques, 55 social-revolucionarios de izquierda, 23 representantes de organizaciones campesinas, y 32 miembros de otros partidos. El comité reconoció el gobierno soviético y aprobó su política. Como representante del gobierno soviético y el Comité Central del Partido Bolchevique asistió al congreso V. Volodarsky. El exmiembro del Sóviet de Petrogrado Vladímir Yudovsky, bolchevique, fue elegido Presidente del Rumcherod, máxima autoridad de la República Soviética de Odesa.
Entre enero y marzo de 1918 esta llevó a cabo una campaña militar contra la República Democrática de Moldavia (nombre adoptado por el gobierno de Besarabia) que se vio obligado a buscar la protección de Rumanía ante su incapacidad de hacer frente a los soviéticos, que lograron ocupar brevemente su territorio. Tras el contraataque rumano y por las condiciones del Tratado de Brest-Litovsk, las tropas soviéticas hubieron de retirarse ante el avance militar germano-austriaco a Nikoláyev, luego a Rostov del DonRostov-on-Don y Yeisk. En mayo de 1918 el Rumcherod fue disuelto y su presidente, Yudovsky, se trasladó a Moscú.